# 小野光希
小野 光希（おの みつき、2004年3月5日 - ）は、日本のスノーボード選手。2022年北京オリンピック日本代表。

## 経歴

### ジュニア世界選手権
2018年のスノーボード・ジュニア世界選手権において国際大会初出場を果たし、ハーフパイプ種目で金メダルを獲得。2019年のジュニア世界選手権でも同種目で金メダルを獲得している。

### 冬季ユースオリンピック
2020年ローザンヌユースオリンピックに出場し、女子ハーフパイプで95.33点を記録し、金メダルを獲得。

### 冬季オリンピック
2022年北京オリンピックの日本代表として、女子ハーフパイプに出場。

### 世界選手権
2023年スノーボード世界選手権の女子ハーフパイプ種目で83.00点を記録して銅メダルを獲得。